# Speicher Stillup
Speicher Stillup är en reservoar i Österrike.   Den ligger i förbundslandet Tyrolen, i den västra delen av landet, 400 km väster om huvudstaden Wien. Speicher Stillup ligger 1 150 meter över havet. Den högsta punkten i närheten är Toreggenkopf, 2 470 meter över havet, öster om Speicher Stillup.
Trakten runt Speicher Stillup består i huvudsak av gräsmarker. Runt Speicher Stillup är det ganska glesbefolkat, med 42 invånare per kvadratkilometer.